# Tantalhöhle
Die Tantalhöhle, manchmal auch Tanntalhöhle geschrieben, ist die längste und bekannteste Höhle des Hagengebirges im Land Salzburg. Ihr Eingang befindet sich in den Südabstürzen der Tantalköpfe hoch über dem Blühnbachtal. Entdeckt wurde sie 1947 vom Salzburger Juwelier und Höhlenforscher Alfred Koppenwallner. Die derzeit bekannten Gänge haben eine Länge von etwa 34 km.

## Name
Ihr Name rührt nicht von dem gleichnamigen chemischen Element Tantal her, sondern von den sie umgebenden Tannen (Tanntal = Tannental), die früher dort standen. Das Gebiet wurde in der Zeit der Österreich-Ungarischen Monarchie von tschechischen Kartographen vermessen, welche die mundartlichen Ortsbezeichnungen der Einheimischen eher lautmalerisch denn orthographisch richtig aufzeichneten. Jedoch hat sich die Bezeichnung Tantalhöhle über viele Jahrzehnte eingebürgert und unter Höhlenforschern heißt sie schlicht „die Tantal“.

## Entdeckung
Der Scheukofen ist eine bekannte Höhle des Hagengebirges. Sein Eingang liegt an der Schichtgrenze zwischen Dolomit und Dachsteinkalk, den beiden Gesteinen, aus denen das Hagengebirge besteht. Der Salzburger Höhlenforscher Alfred Koppenwallner hatte nach Ende des Zweiten Weltkrieges die Idee, an dieser Schichtgrenze könnten noch weitere Höhleneingänge liegen. Nach tagelangem Klettern und Suchen wurde er fündig.

## Erforschungsgeschichte
Nun begann eine Gruppe Höhlenforscher diese Höhle zu erkunden. Die Transporte von einschlägigem Gerät von der Stadt Salzburg aus wurden vorwiegend mit dem Fahrrad bewältigt, zusätzliche Probleme ergaben sich dadurch, dass das Blühnbachtal von der amerikanischen Besatzungsmacht als Sperrzone ausgewiesen war, welche vorerst illegal umgangen werden musste. Der Zustieg zum Höhleneingang ist größtenteils unwegsam und besteht aus gefährlicher Schrofenkletterei.
Die Erforschung dieser Höhle stellte die Forscher vor bisher unbekannte und ungeahnte Probleme. Nicht nur technisch, durch die vielen Auf- und Abstiege, sondern auch physisch und psychisch – erstmals in der Geschichte der Höhlenforschung waren tage- und wochenlange Expeditionen notwendig – verlangte die Tantalhöhle ihren Bezwingern Höchstleistungen ab.

## Raumbeschreibung
Der Hauptgang der Höhle zieht sich etwa 16 km in nordöstlicher Richtung durch den Berg, den zahlreichen Abstiegen folgen immer wieder Aufstiege, zeitweise herrschen riesige Raumdimensionen vor, in denen Unkundige Gefahr laufen, sich zu verirren. Eine Spezialität der Tantalhöhle sind die „Stiftenpromenaden“: Um das Klettern zu erleichtern, wurden in mühevoller tagelanger Arbeit von Hand Löcher für Stahlschrauben gebohrt, die als Tritte benützt werden. Auch lange „Seilbahnen“ wurden gebaut, an denen man das Gepäck durch große Räume Auf- und Abseilen konnte und sich so das schweißtreibende Schleppen und nicht ungefährliche Klettern mit der schweren Last am Rücken streckenweise ersparen konnte.
Der tiefste Teil des Hauptganges, der sogenannte Sunk, kann bei Schneeschmelze oder starken Niederschlägen vom Wasser verschlossen werden, es befinden sich auch große Mengen Schwemmsand in diesem Bereich, so muss der Sunk immer wieder von Neuem ausgegraben werden.
Nach dem Sunk, in der Stürzenden Halle, wurde die erste Biwakschachtel in einer Höhle errichtet. Bis zu dieser wurde eine Telefonleitung verlegt, damit man während einer Expedition Informationen über das Wetter einholen konnte, um bei drohendem Dauerregen die Höhle rechtzeitig verlassen zu können.
Der Grand Canyon, ein 100 Meter tiefer Schacht, musste noch mit selbstgebastelten Drahtseilleitern überwunden werden, da es damals die moderne Seil- und Sicherungstechnik SRT, die zumindest den Abstieg in einen Schacht zu einer relativ einfachen Sache macht, noch nicht gab. Da hier von oben her mit einem Seil gesichert werden musste, musste ein Schachtposten, der die Aufgabe hatte, auch den letzten Absteigenden und den ersten Aufsteigenden zu sichern, tagelang oben warten. Für die Schachtposten gab es eine mit Steinen und Lehm zugemauerte Nische, welche den Namen Villa Napoleon Bonaparte in Anlehnung an dessen Einsamkeit während der Verbannung, trägt.
Nach dem Grand Canyon, dem noch die Sieben Schächte Halle folgt, werden die Gänge kleiner und kleiner und enden im Verlorenen See.

## Beredte Namen
Die Namen vieler Passagen lassen etwas von der Dramatik der Erforschung dieser Höhle erahnen. Es gibt eine Stelle, welche Alles zurück, ich sehe nur mehr Abgründe heißt, eine andere Gustls Sarkophag, oder der Blocksberg, gefolgt vom Hexendom. Andere Passagen lassen aber auch die Schönheiten dieses Naturwunders nachempfinden: der Gotische Gang, der Steinerne See, die Wendeltreppe, die Halle der steinernen Blumen.

## Namen der Forscher
Eine ganze Generation von Salzburger Höhlenforschern hat sich jahrelang der Erforschung des Hauptganges gewidmet, neben Alfred Koppenwallner, dem Entdecker der Höhle, dessen Bruder, der Geometer Franz Xaver Koppenwallner, Albert Morokutti, Gustave Abel und andere. Einiges des für die Erforschung der Tantalhöhle verwendeten Materials stammt aus der Werkstatt des heute weltbekannten Kranbauers Palfinger, dessen Gründer ebenfalls an der Höhlenforschung beteiligt war.

## Heutige Situation
Inzwischen hat man der Tantalhöhle zahlreiche Nebengänge abgerungen, so dass sich die Gesamtlänge zurzeit auf etwa 35 km beläuft.
In den letzten Jahrzehnten ist es um die Tantalhöhle still geworden, obwohl die Chancen gut sind, sie mit benachbarten Großhöhlen wie dem Ochsenkarschacht oder der Jagerbrunntroghöhle zusammenhängen zu können. Dadurch könnte ein Höhlensystem gewaltigen Ausmaßes dokumentiert werden. Der Landesverein für Höhlenkunde in Salzburg hat mittlerweile die Biwakschachtel Villa Atlantis, welche in der Nähe des Eingangs liegt, renoviert. Seit 2020 finden durch den Landesverein für Höhlenkunde Salzburg wieder vermehrt Forschungen in die Tantalhöhle statt, es konnten mehrere potenzielle Fortsetzungen erkundet werden.